# Зикарас, Юозас
Юо́зас Зи́карас (лит. Juozas Zikaras; 6 (18) ноября 1881, с. Палюкай, ныне Паневежского района Литвы — 10 ноября 1944, Каунас) — литовский скульптор.

## Биография
Учился в Рисовальной школе И. П. Трутнева и в вечерних рисовальных классах Юзефа Монтвиллы в Вильне (1904—1906), затем в Санкт-Петербурге в школе Общества поощрения художеств (1907—1910). В 1910  году был принят в Академию художеств на отделение скульптуры, где занимался под руководством профессоров Г. Р. Залемана и В. А. Беклемишева.

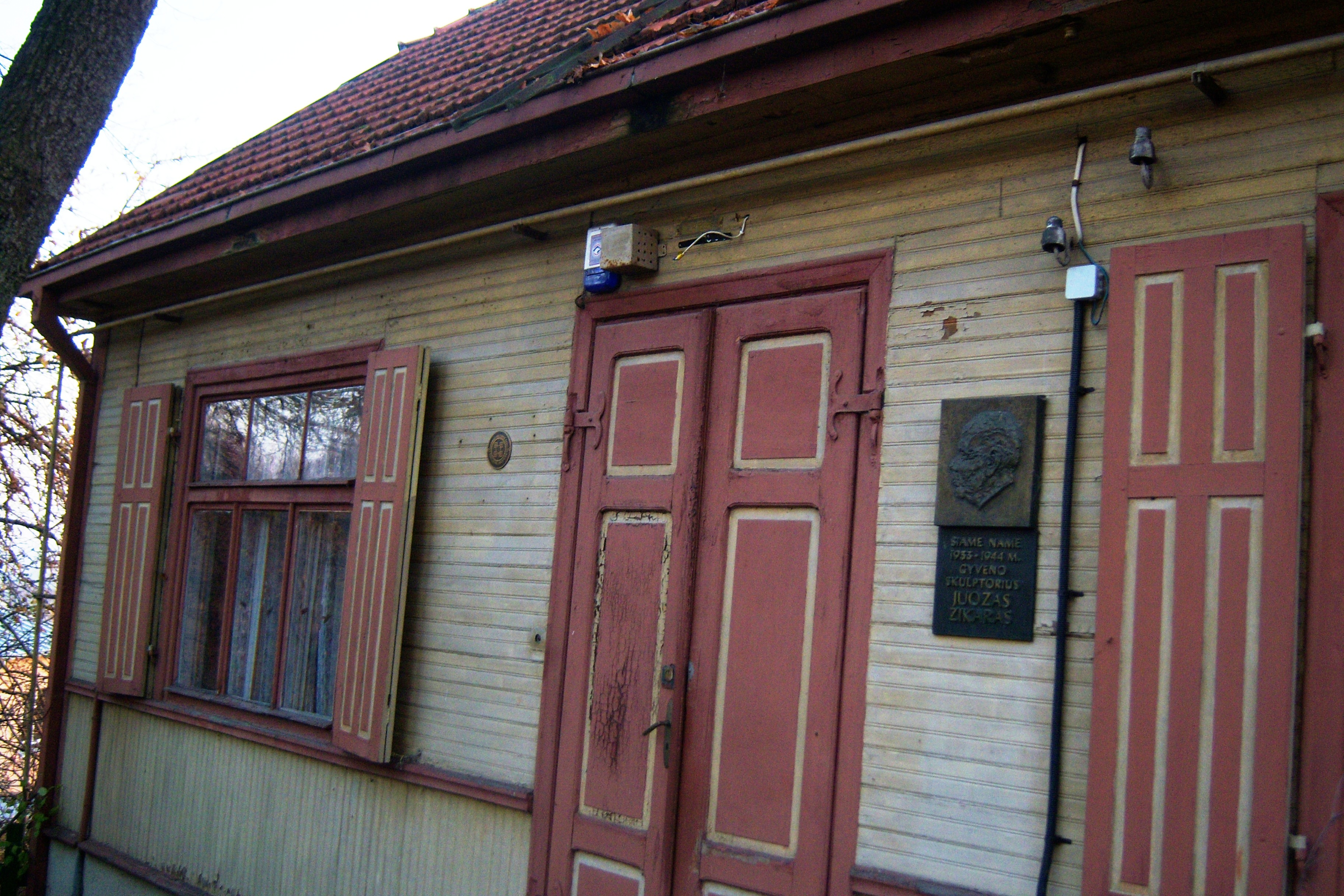
Дом-музей в Каунасе

Окончив курс Академии художеств в 1915 году, приступил к работе над дипломной скульптурой, но был мобилизован в армию. Его незаконченная работа «Мать» попала на выставку дипломных работ и Зикарасу в октябре 1916 года были вручены диплом и серебряная медаль.
После демобилизации преподавал в школах Петрограда. В 1918 году с семьёй вернулся в Литву. В 1918—1928 годах преподавал в гимназии в Паневежисе. С 1928 года жил в Каунасе — преподавал в Каунасской художественной школе (1928—1940) и в институте прикладного и декоративного искусства (1940—1944).
Похоронен на Пятрашюнском кладбище в Каунасе. В 1972 году на родине скульптора в селе Палюкай открыт мемориальный музей. В Каунасе также действует мемориальный музей в доме, в котором жил скульптор.

## Творчество

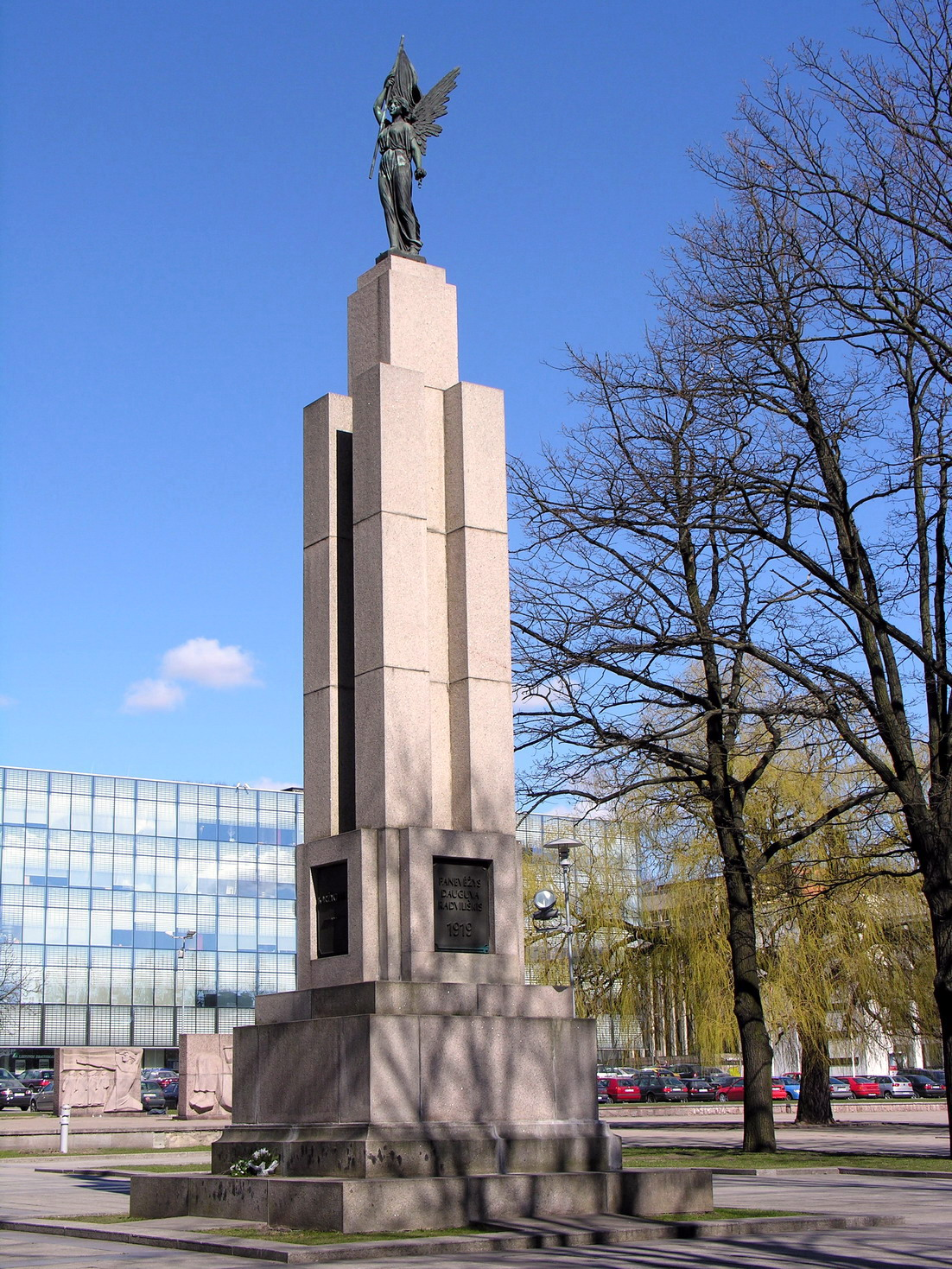
Статуя Свободы в Каунасе

В Паневежисе создал несколько скульптур монументального характера (в том числе и статую Свободы, 1922), барельефов, скульптурных портретов. Наиболее выдающиеся образцы его монументально-декоративных скульптур — статуя «Книгоноша» (бронза, 1928—1939) в Каунасе и «Атланты» (банк в Паневежисе, 1931).
Создал ряд реалистических скульптурных портретов — бюсты писателя Йонаса Басанавичюса (памятник, бронза, 1930), историка Симонаса Даукантаса (памятник, бронза, 1924), поэта и композитора Винцаса Кудирки, поэта Матаса Григониса, барельефы — президента Антанаса Сметоны, его жены Софии Сметонене, доктора Йонаса Шлюпаса и других, также памятные медали, посвящённые великому князю литовскому Витовту Великому, епископу Мельхиору Гедройцу, писателю Юозасу Тумасу-Важгантасу.
Зикарас также автор надгробия М. К. Чюрлёниса (цемент, бронза, 1931) на кладбище Расу в Вильнюсе. Однако самое известное его произведение — статуя Свободы в Каунасе перед Военным музеем имени Витауаса Великого. Установленная в 1928 году, она советскими властями была удалена из образовавшегося в сквере перед музеем мемориала и восстановлена 16 февраля 1989 года, ещё до провозглашения восстановления независимости Литвы. Скульптура изображена на реверсе банкноты в 20 литов. Гипсовая реплика статуи установлена в нише Белого зала — главного церемониального зала Президентского дворца, резиденции президента Литвы в Вильнюсе.
Создал также скульптуры святых Петра и Павла, Спасителя и других для костёлов Паневежиса и окрестных местечек.
Монеты независимой Литвы (1918—1940) чеканились по моделям, разработанным Зикарасом. Является также автором юбилейной медали 10-летия независимости Литвы (1928) и медали отличников воинской службы (1940).